# Tennistoernooi van Rio de Janeiro 2016
|                                              |  |                                     |
| Francesca Schiavone, winnares bij de vrouwen |  | Pablo Cuevas, winnaar bij de mannen |

Het tennistoernooi van Rio de Janeiro van 2016 werd van 15 tot en met 21 februari 2016 gespeeld op de gravelbanen van de Jockey Club Brasileiro in de Braziliaanse stad Rio de Janeiro. De officiële naam van het toernooi was Rio Open.
Het toernooi bestond uit twee delen:
- WTA-toernooi van Rio de Janeiro 2016, het toernooi voor de vrouwen
- ATP-toernooi van Rio de Janeiro 2016, het toernooi voor de mannen

## Toernooikalender
| Rio de Janeiro    | februari 2016 | februari 2016 | februari 2016 | februari 2016 | februari 2016 | februari 2016 | februari 2016 |
| Rio de Janeiro    | maa 15        | din 16        | woe 17        | don 18        | vrĳ 19        | zat 20        | zon 21        |
| ----------------- | ------------- | ------------- | ------------- | ------------- | ------------- | ------------- | ------------- |
| vrouwenenkelspel  | 1e ronde      | 1e ronde      | 2e ronde      | 2e ronde      | kwartfinale   | halve finale  | finale        |
| vrouwendubbelspel | 1e ronde      | 1e ronde      | 2e ronde      | 2e ronde      | halve finale  | finale        |               |
| mannenenkelspel   | 1e ronde      | 1e ronde      | 2e ronde      | 2e ronde      | kwartfinale   | halve finale  | finale        |
| mannendubbelspel  |               |               | 1e ronde      | 1e ronde      | 2e ronde      | halve finale  | finale        |

Navigatie
- Navigatie tennistoernooi van Rio de Janeiro